# Фонд Бертельсмана
Фонд Бертельсмана (нім. Bertelsmann Stiftung) — є незалежним фундом приватного права, розташованою в Гютерсло, Німеччина. Був заснований в 1977 році Рейнхардом Моном в результаті соціальних, корпоративних і фіскальних міркувань. Як зазначив сам Bertelsmann Stiftung, фонд сприяє «процесам реформ» і «принципам підприємницької діяльності» для побудови «суспільства, орієнтованого на майбутнє».
З 1993 року Bertelsmann Stiftung володіє більшістю акцій Bertelsmann Group. Володіє 80,9% разом із Reinhard Mohn Stiftung і BVG Stiftung, але не має права голосу.

## Історія

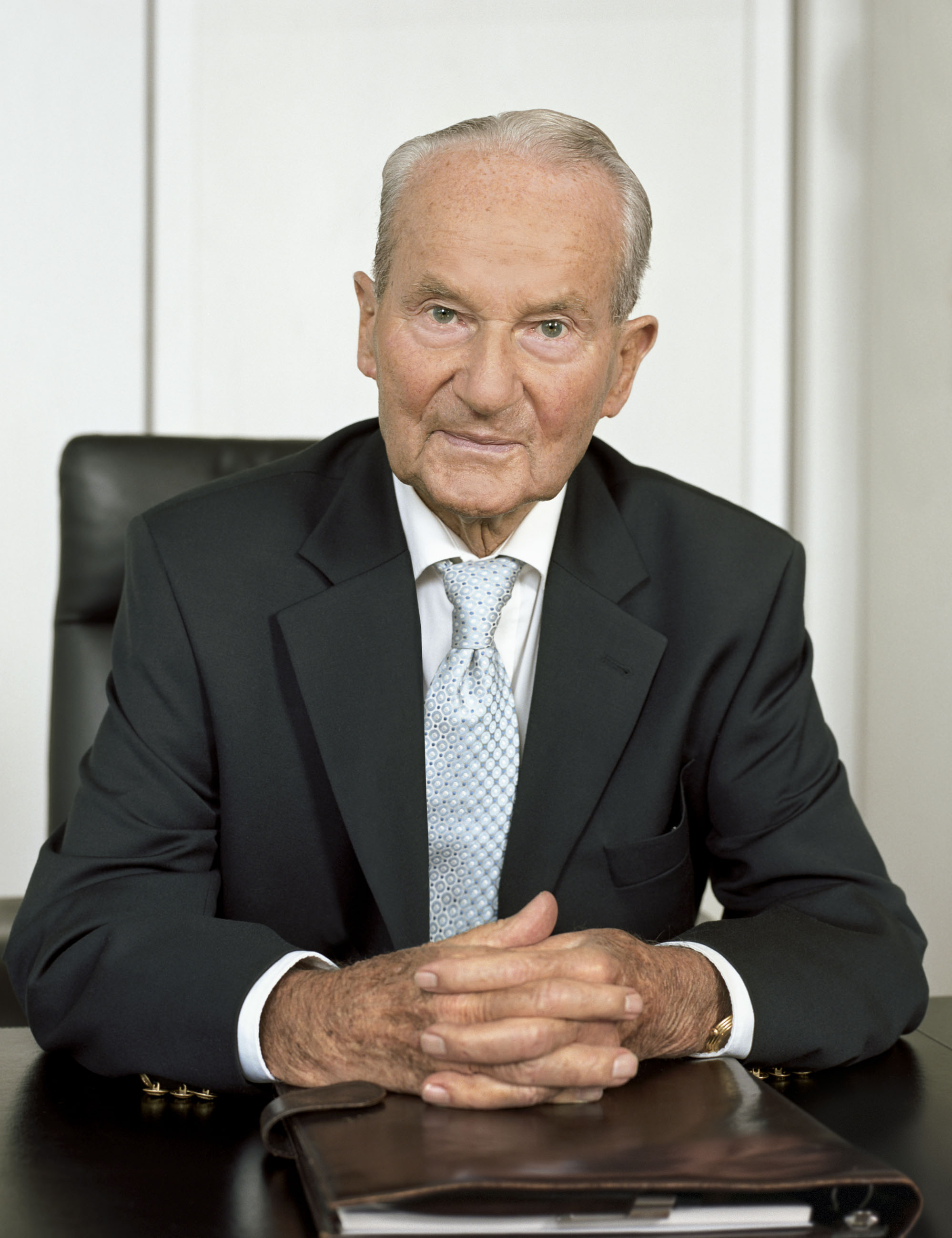
Рейнхард Мон (2008)

Наприкінці 1970-х років точилися дискусії щодо того, хто буде слідувати за Рейнхардом Моном на посаді голови Bertelsmann. На цьому тлі та оскільки він вважав, що держава повинна мати можливість розраховувати на готовність своїх громадян взяти на себе відповідальність і проявити ініціативу, Мон заснував Bertelsmann Stiftung 8 лютого 1977 року. Був офіційно затверджений владою 14 березня 1977 року. Фонд Bertelsmann Stiftung спочатку мав 100 000 німецьких марок капіталу. Приблизно через два роки він почав свою роботу.
У 1979 році Ганс-Дітер Вегер був призначений першим керуючим директором. Він розробив концепцію операційного фонду, який розробляє та курує власні проекти. Однією з перших заходів Bertelsmann Stiftung було базове дослідження «Kommunikationsverhalten und Buch» (Комунікаційна поведінка та книга), яке було підготовлено у співпраці з Infratest. Bertelsmann Stiftung і Bertelsmann Group також надали підтримку будівництво муніципалітету Гютерсло бібліотека.

## Подальше читання
- Frank Böckelmann, Hersch Fischler (2004). Bertelsmann: Hinter der Fassade des Medienimperiums (нім.). Frankfurt am Main: Eichborn Verlag. ISBN 3-8218-5551-7.
- Ulrich Brömmling (2005). Die Kunst des Stiftens: 20 Perspektiven auf Stiftungen in Deutschland (нім.). Berlin: Edition Pro Arte. с. 22—25. ISBN 3-9805009-6-9.
- Thomas Bart, ред. (2006). Bertelsmann: Ein globales Medienimperium macht Politik / Expansion als Bildungsdienstleister und politische Einflussnahme – internationale Perspektive (нім.). Hamburg: Anders Verlag. ISBN 3-939594-01-6.
- Werner Biermann, Arno Klönne (2007). Agenda Bertelsmann: Ein Konzern stiftet Politik (нім.). Köln: Papyrossa Verlag. ISBN 978-3-89438-372-5.
- Jens Wernicke, ред. (2007). Netzwerk der Macht – Bertelsmann / Der medial-politische Komplex aus Gütersloh (нім.). Marburg: Bund demokratischer Wissenschaftlerinnen und Wissenschaftler. ISBN 978-3-939864-02-8.
- Regina Hannerer, Christian Steininger (2008). Die Bertelsmann Stiftung im Institutionengefüge – Medienpolitik aus Sicht des ökonomischen Institutionalismus (нім.). Baden-Baden: Nomos Verlag. ISBN 978-3-8329-3982-3.
- Thomas Schuler (2010). Bertelsmannrepublik Deutschland: Eine Stiftung macht Politik (нім.). Frankfurt am Main: Campus Verlag. ISBN 978-3-593-39097-0.